# Court of Appeal (Neuseeland)

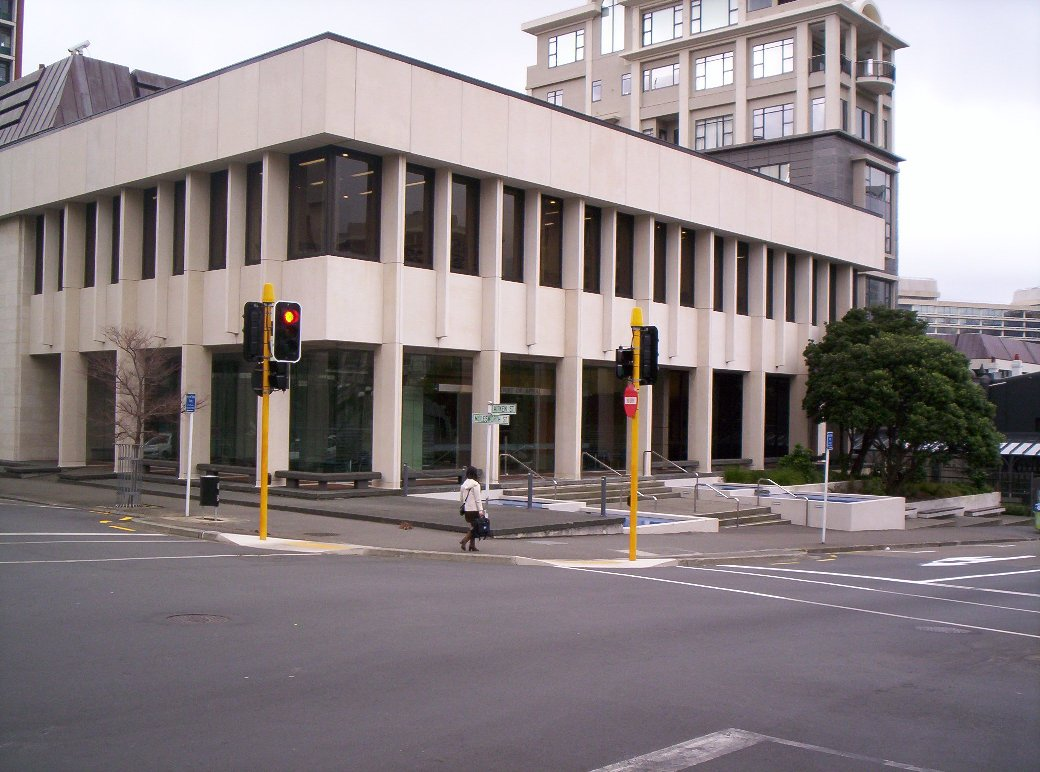
Court of Appeal in Wellington

Der Court of Appeal ist ein neuseeländisches Berufungsgericht. Es hat seinen Sitz in Wellington.

## Rolle und Struktur des Gerichtes
Das Gericht ist für Berufungsverfahren aus dem Zivil- und Strafrecht zuständig, die letztinstanzlich im High Court verhandelt wurden und für Berufungsverfahren zu Schwerverbrechen, die in Bezirksgerichten geahndet wurde. Das Court of Appeal besitzt eine wichtige Rolle bei der Entwicklung von Rechtsprinzipien des Landes und beaufsichtigt über die Berufungsverfahren die Rechtsprechung des High Court.
Das Gericht besteht aus dem Präsidenten und acht weiteren Richtern. Alle Richter des Court of Appeal stehen im Rang über denen des High Court, mit Ausnahme ihres Vorsitzenden und der Richter des Supreme Courts. Der Präsident des Court of Appeal steht im Rang über seinen acht Richtern.

## Geschichte
Das Appellationsgericht existiert seit 1862. Vor dieser Zeit wurden Berufungsverfahren des damaligen Supreme Court mangels ausreichend qualifizierter Richter in der Kolonie Neuseeland vor dem Privy Council in London verhandelt. Unter diesen Bedingungen ein Berufungsverfahren anzustrengen, übertraf seinerzeit allerdings die finanziellen Möglichkeiten der meisten Menschen in der Kolonie.
Nach Einrichtung des Court of Appeal wurden die Richter des Supreme Court im Rotationsverfahren für anhängige Berufungsverfahren abgestellt. Dies führte in den Jahren vermehrt zu Arbeitsüberlastung bei den Richtern und häufigeren Schwierigkeiten bei den Richtern, für das Berufungsgericht zu arbeiten. 1957 wurde in Wellington ein permanenter Court of Appeal mit eigens bestellten Berufungsrichtern eingerichtet.
Am 1. Juli 2011 wurde im Court of Appeal das Tragen von Roben abgeschafft.